# サパーンクワーイ駅
サパーンクワーイ駅（サパーンクワーイえき、タイ語 : สถานีสะพานควาย、英語 : Saphan Khwai）は、タイ王国、バンコク都パヤータイ区にあるバンコク・スカイトレイン(BTS)の駅。パホンヨーティン通り沿いにある。駅番号は「N7」。

## 概要
相対式ホーム2面2線を有する高架駅である。

### 駅階層
| 3階                          |                                          |                        |
| 相対式ホーム                 |                                          |                        |
| 1番線・上り■スクムウィット線 | アーリー・サイアム・サムロン・ケーハ方面 |                        |
| 2番線・下り■スクムウィット線 | モーチット行き                           |                        |
| 相対式ホーム                 |                                          |                        |
| 2階                          | コンコース                               | 自動券売機、自動改札口 |
| 1階                          | 出入口                                   | パホンヨーティン通り   |

## 駅周辺
- パウロ病院
- エンバシーホテル
- Big C
- サムセンナイ郵便博物館

## 予定駅について
当駅とアーリー駅の間には セーナールアム駅（駅番号：N6）が建設される計画があるが、現在に至ってその詳細は全く不明である。